# Réserve de biosphère de la Rhön
La réserve de biosphère de la Rhön est une réserve de biosphère située dans la zone montagneuse de la Rhön en Allemagne. Elle est reconnue par l'Unesco en 1991 puis étendue en 2014.

## Description
Avec une superficie totale de 2 433,23 km2, elle est partagée entre les länder de Bavière (1 295,85 km2), de Hesse (648,28 km2) et de Thuringe (489,10 km2). La zone centrale représente 3% de sa superficie.
En décembre 2015, 218 751 habitants vivent dans la réserve pour une densité de population d'environ 90 hab/ km2.
Les objectifs de la réserve sont la préservation d'une agriculture locale, la protection de la nature, le développement du tourisme et du commerce et d'assurer la diversité et la qualité des habitats sur l'ensemble du territoire.
La réserve se caractérise par la présence de paysages forestiers, de prairies, de champs et de tourbières.
Elles est déclarée réserve de ciel étoilé depuis 2014.

## Gestion
La gestion de la réserve est partagée de façon décentralisée en collaboration avec l'administration bavaroise, l'administration de Hesse, l'administration de Thuringe, le parc naturel bavarois de la Rhön et l'Association nature et habitat de la Rhön.

## Biodiversité

### Flore
Parmi les nombreuses espèces végétales recensées, il est possible de citer à titre d'exemples : le sabot de Vénus, l'ancolie commune, la linaire commune, la digitale à grandes fleurs, le colchique d'automne.

### Faune
Deux espèces ont la particularité d'être endémiques à la réserve : l'escargot de la Rhön (Bythinella compressa) et la musaraigne des Alpes. Il a été recensé un grand nombre d'animaux. Parmi la mammofaune, le muscardin, l'oreillard gris, le chat sauvage, l'avifaune : l'autour des palombes, le tétras lyre, la bécassine des marais. En matière d'amphibiens, le triton crêté, le sonneur à ventre jaune, la salamandre de feu. Concernant l'herpétofaune, la vipère péliade, le lézard des souches, et des insectes tels que le lucane cerf-volant, l'hermite.

## Galerie

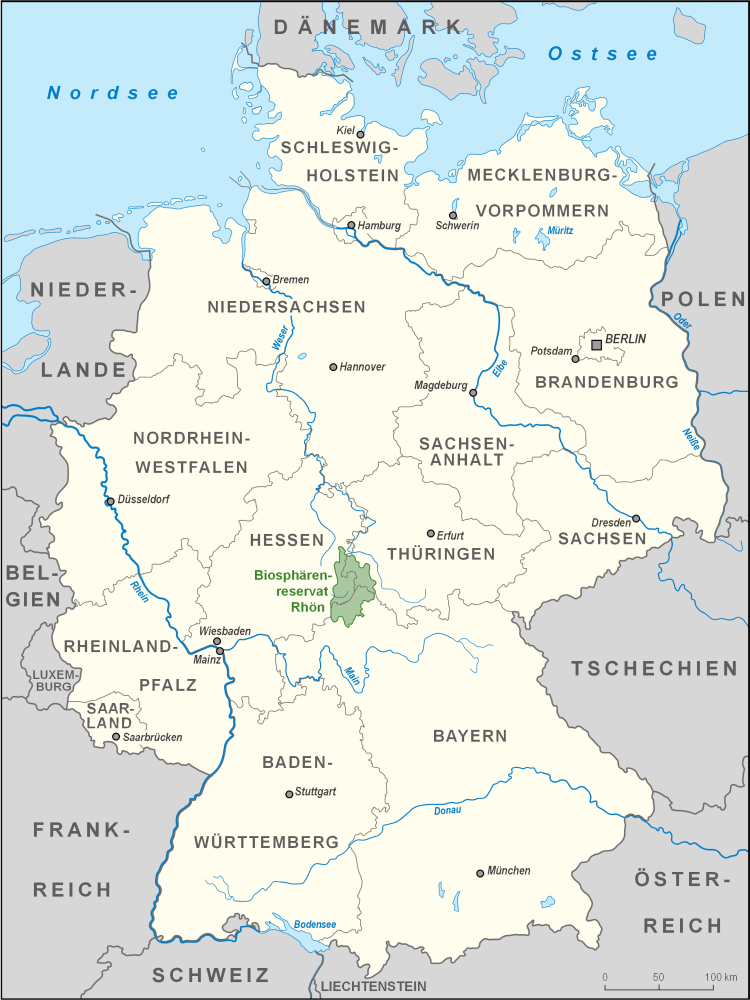
Localisation de la RB en Allemagne.
Logo de la réserve de biosphère.
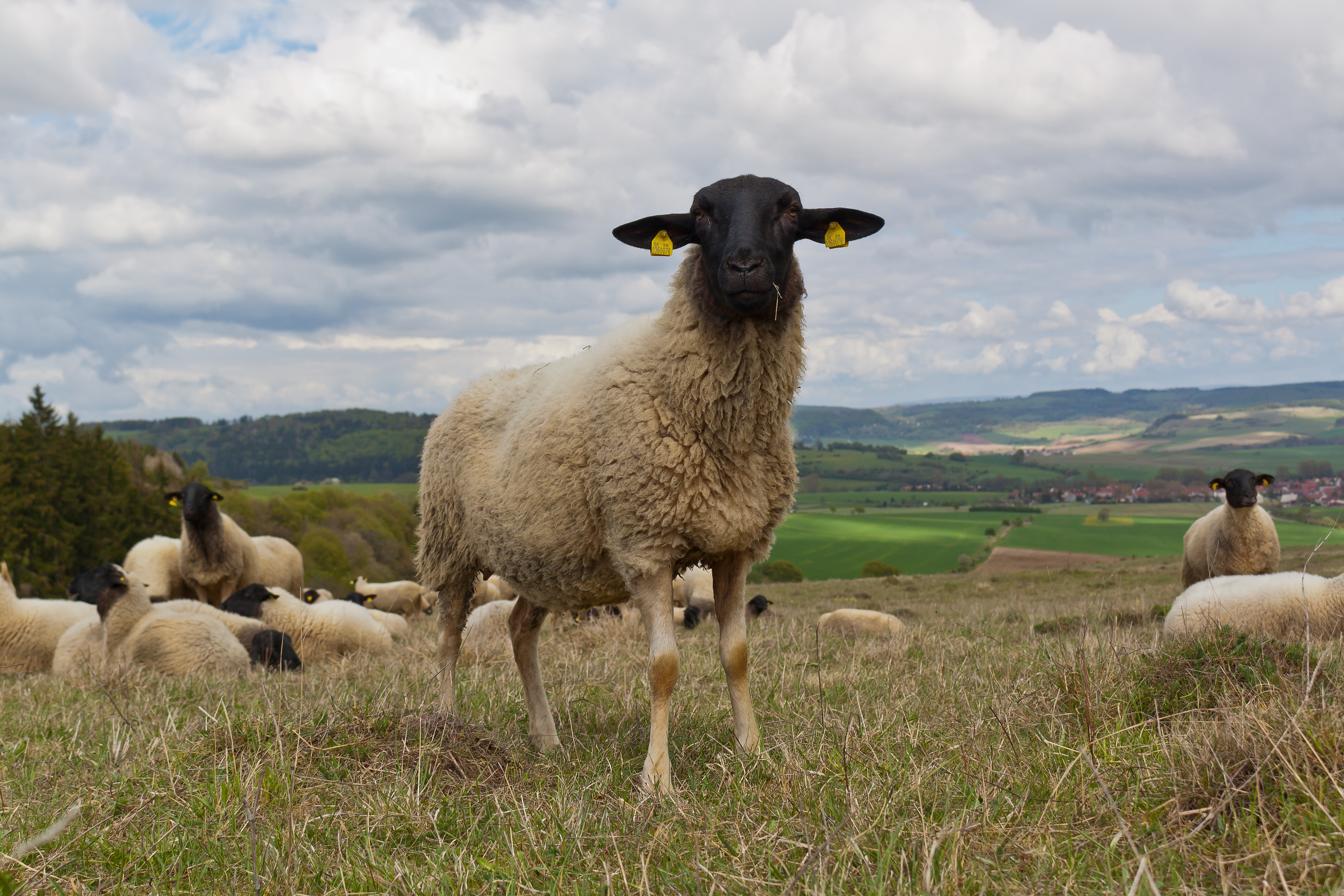
Mouton de la Rhön.
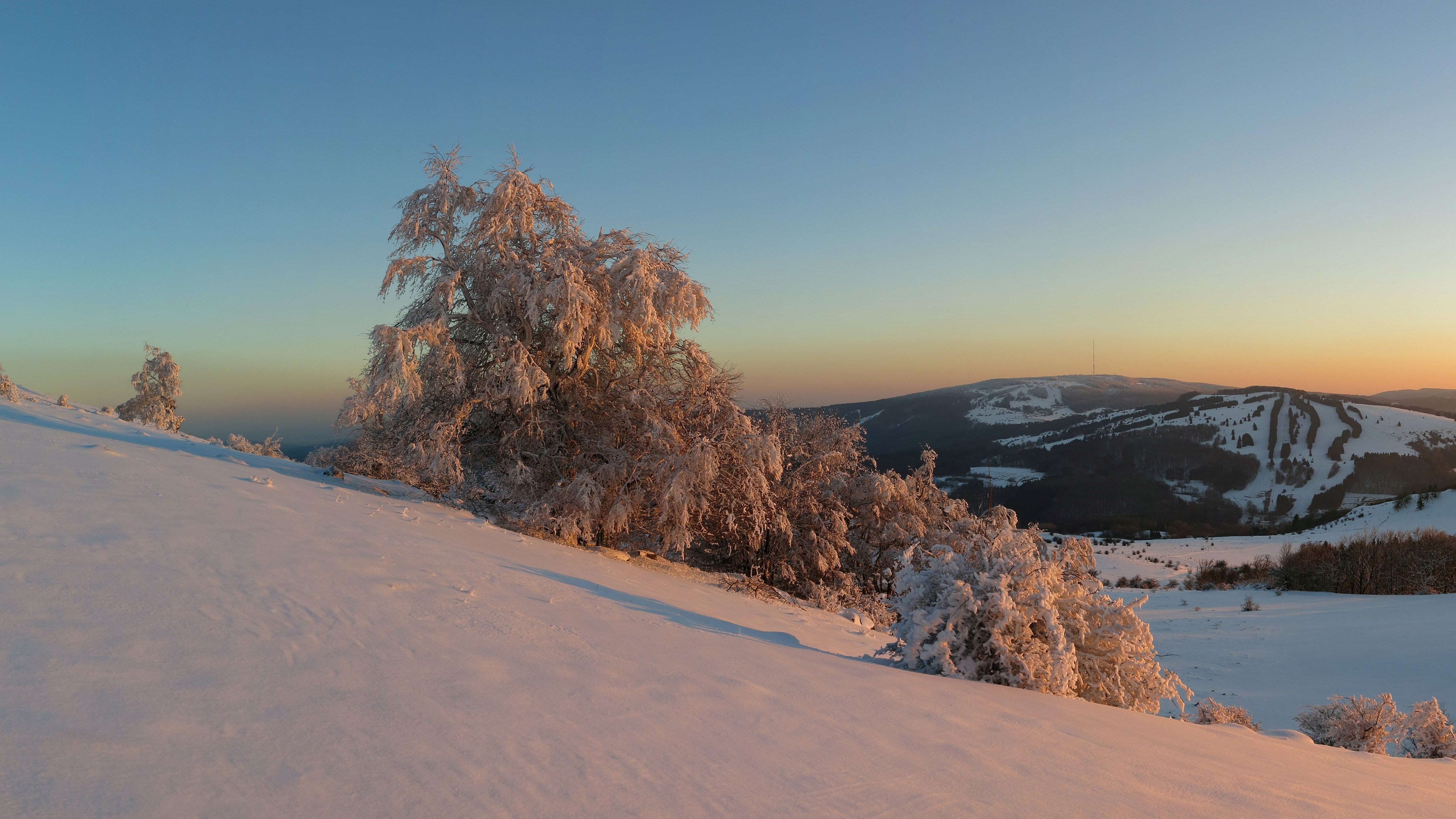
Vue depuis le Himmeldunkberg dans la réserve.
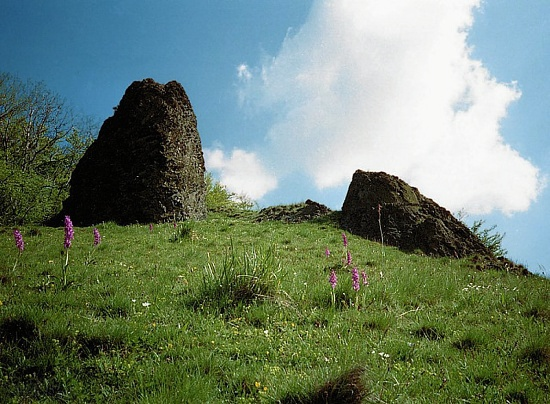
Prairie de montagne avec des Orchis mâles dans le Haut Rhön.
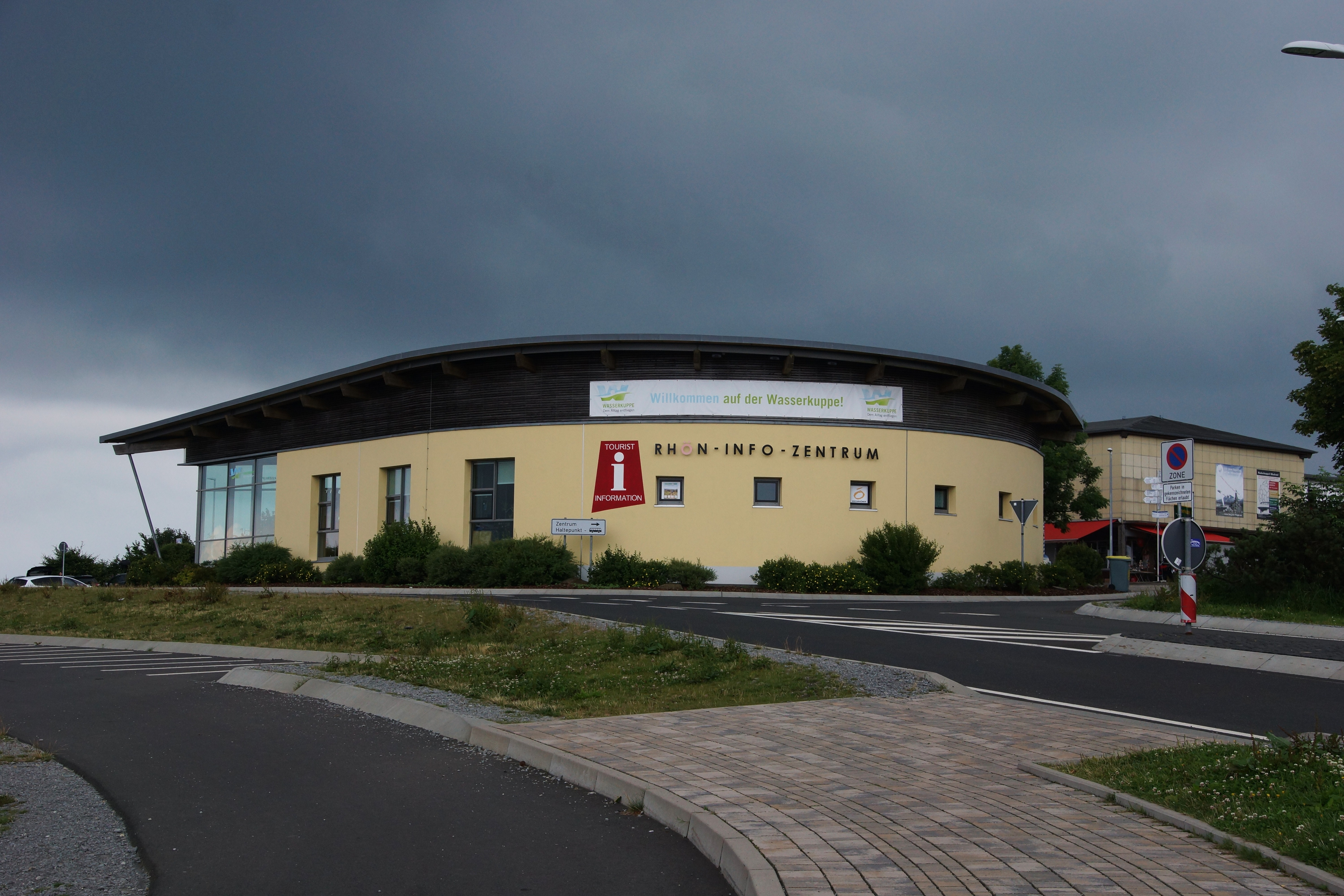
Centre d'information touristique de la Rhön.
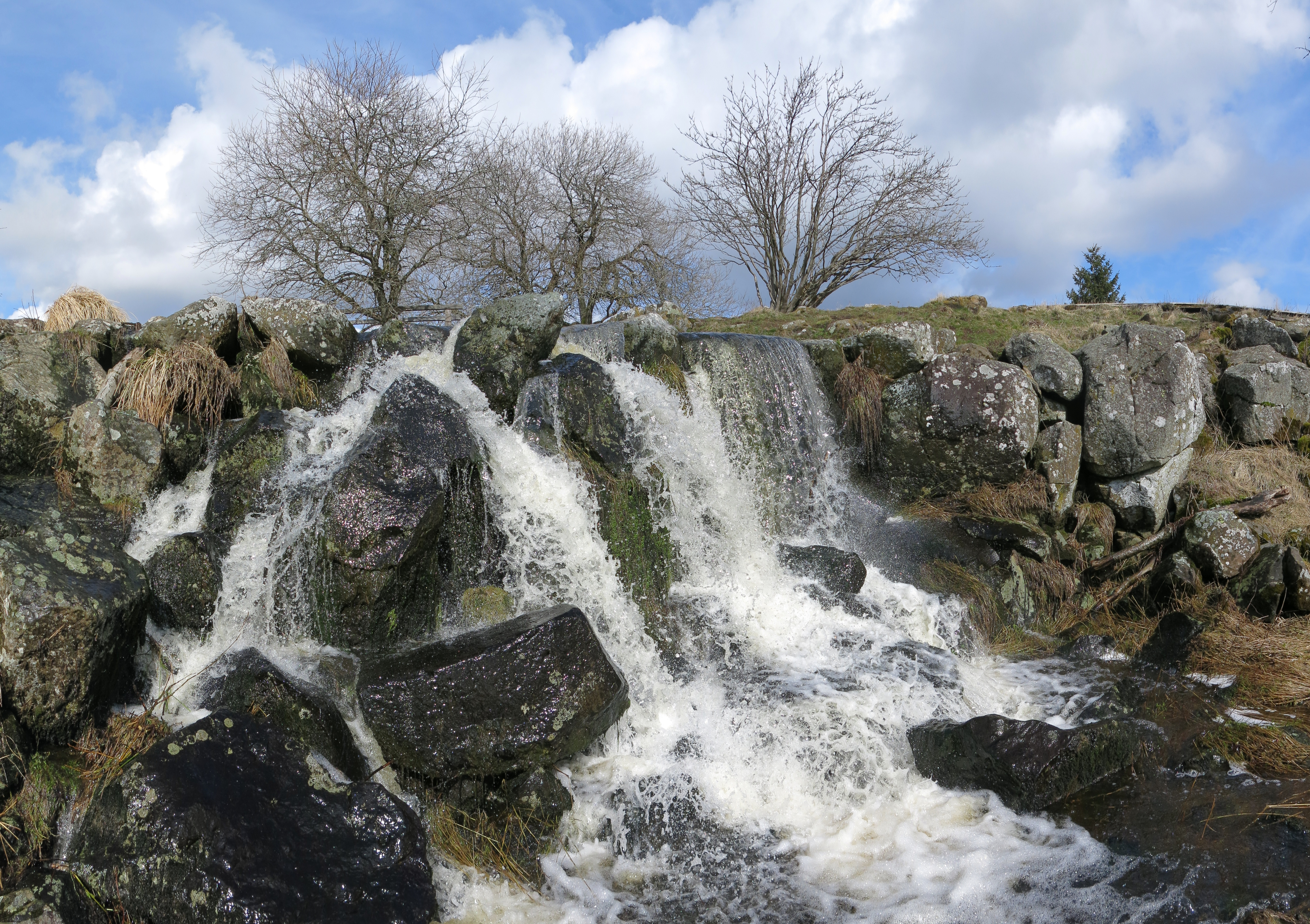
Eisgraben (Streu) (de) dans la réserve de biosphère de la Rhön. Mars 2020.

Hiver depuis le Himmeldunkberg, montagne dans la réserve de biosphère de la Rhön. Janvier 2021.

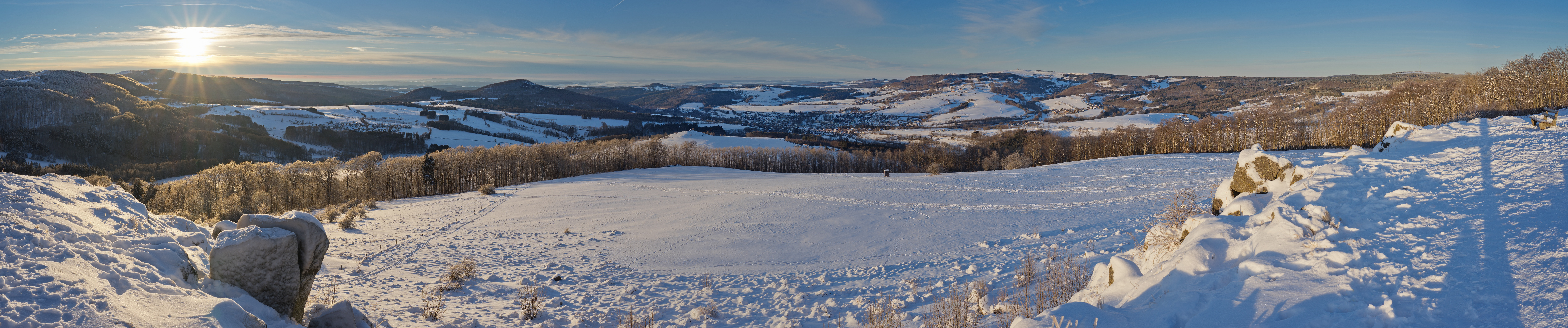
Vue panoramique depuis le Simmelsberg dans la biosphère de la Rhön. Au loin, proche du Soleil, on aperçoit le Taunus, puis le Vogelsberg, en arrivant au centre à l'horizon la municipalité de Ebersburg, plus proche la ville de Gersfeld (Rhön), enfin à droite le Wasserkuppe, plus haut sommet de la région (950m). Février 2021.